# Antigiudaismo
L'antigiudaismo è l'opposizione totale o parziale al giudaismo/ebraismo e agli ebrei in quanto suoi aderenti, da parte di persone che accettano un sistema concorrenziale di credenze e pratiche rituali e che considerano pertanto la filosofia ebraica e l'Halakhah (tradizione normativa) come dottrine inferiori.
L'antigiudaismo, in quanto rifiuto di un particolar modo di pensare a Dio, è storicamente distinto dall'antisemitismo il quale è più simile ad una forma di razzismo; a rigor di termini non dovrebbero essere confusi, anche se entrambi possono influenzarsi mutualmente. Gli studiosi che vogliono sfocare la linea di confine tra teologia e razzismo hanno da allora in poi coniato il termine di antisemitismo religioso.
Tuttavia le concezioni giudaiche sono state sfidate negli ultimi duemila anni da studiosi sia del Cristianesimo che dell'islam.

## Definizione e antigiudaismo primitivo
Lo storico francese Jules Isaac in Genèse de l'antisémitisme insiste sul fatto che non c'è antisemitismo o antigiudaismo prima dell'avvento dell'era cristiana. La diffidenza estrema che provava l'antico Egitto nei confronti degli Ebrei, a volte si confonde con ostilità verso i Persiani. Tuttavia vi era ad Alessandria d'Egitto e in alcune regioni della tradizione orientale greca una radicata tradizione antigiudaica, come testimonia il Contro Apione di Flavio Giuseppe.
Nell'antica Roma la religione romana era parte integrante del governo civile. A partire dalla dichiarazione proclamata dal Senato romano nei riguardi della "divinità" di Giulio Cesare, il 1º gennaio del 42 a.C., alcuni dei successivi imperatori romani furono proclamati "dèi in terra" (vedi culto imperiale) e pertanto chiesero di conseguenza anche di essere adorati in tutti i territori dell'impero romano.
Questo fatto ha creato notevoli difficoltà religiose per gli ebrei, aderenti ad un rigido monoteismo, ma anche per il Mitraismo, il culto di Sabazio e i primi cristiani (vedi origini del cristianesimo).. Agli ebrei è rigidamente vietato dai loro comandamenti biblici - le 613 Mitzvot - di compiere atti di adorazione nei confronti di qualsiasi altra divinità al di fuori di quella rivelatasi con la Torah (vedi Shemà, Dio).
La crisi avvenuta sotto Caligola (37-41) è stata proposta come la "prima grande rottura apertasi tra Roma e gli ebrei"; anche se vari problemi erano già evidenti all'epoca del Censimento di Quirinio (6 d.C.) e con Seiano (prefetto del pretorio tra il 14 e il 31). "Il regno di Caligola è stato testimone della prima grande frattura apertasi tra gli ebrei e l'impero della dinastia Giulio-Claudia. Fino ad allora - se si eccettuano Seiano e i problemi causati dal Censimento dopo l'abbandono di Erode Archelao, vi era generalmente sempre stata un'atmosfera di comprensione tra gli ebrei e l'impero... Queste relazioni si sono deteriorate seriamente durante il regno di Caligola e solo dopo la sua morte la pace fu esternamente ripristinata... Caligola ordinò che una statua d'oro di se stesso venisse fatta introdurre nel Secondo Tempio... ... la sola morte dell'imperatore, per mano di cospiratori romani, ha impedito lo scoppio di una guerra ebraico-romana che si sarebbe potuta diffondere all'intero Oriente imperiale"
La prima guerra giudaica scoppiata nel 66 è stata schiacciata dagli eserciti di Tito. Il Secondo Tempio, che era stato costruito sulle fondamenta del Tempio di Salomone. fu distrutto nel 70. In aggiunta dopo il 70 tutti gli ebrei e i loro proseliti sono stati autorizzati a praticare la propria religione solamente se avessero pagato la relativa imposta, il cosiddetto Fiscus iudaicus; mentre dopo il 135 gli venne proibito l'ingresso a Gerusalemme, tranne che per il giorno di Tisha b'Av.
A seguito delle tre guerre giudaiche (66-135) Adriano fece cambiare il nome della provincia abitata dagli ebrei da Giudea romana in "Syria-Palestina" (prendendo l'antico nome greco dei loro ex nemici, i Filistei; nome che col tempo divenne comune nella letteratura non ebraica), mentre la stessa Gerusalemme divenne "Aelia Capitolina"; questo nel tentativo di cancellare i legami storici del popolo ebraico con la regione.
Tito Flavio Clemente venne fatto mettere a morte in quanto "viveva una vita ebraica" e per "essersi fatto trasportare dai modi ebraici"; questo avvenne nell'anno 95, il che potrebbe essere collegato alla gestione della "tassa ebraica" sotto Domiziano.
Con il tempo gli ebrei hanno espresso la loro intenzione di ricostruire il proprio Santuario, l'imperatore Flavio Claudio Giuliano (ultimo sovrano pagano, morto del 363) ordinò la ricostruzione del Tempio di Gerusalemme, che non ha avuto luogo perché "tutti erano convinti che il culto degli ebrei era una minaccia per il mondo romano".
L'impero romano adottò il cristianesimo come religione di Stato a seguito dell'Editto di Tessalonica nel 380.

## Antigiudaismo cristiano
I primi segni di allontanamento reciproco appaiono molto presto: Paolo di Tarso nella Lettera ai Galati 3:28 ricorda che l'osservanza della legge mosaica non è più necessaria e che tutti sono chiamati alla salvezza, ebrei come pagani. Lo stesso Paolo, nella Prima lettera ai Tessalonicesi - che, scritta attorno al 50 d.C., è il più antico documento neotestamentario esistente - con "forte tono antisemitico [...] enumera una serie di accuse contro i Giudei: l'uccisione di Gesù e dei profeti, la persecuzione contro Paolo e i suoi collaboratori, la disubbidienza verso Dio, l'inimicizia nei confronti degli uomini, il porre impedimenti al vangelo perché non raggiunga i pagani laddove possa servire alla loro salvezza". Oltre agli scritti paolini, nel Nuovo Testamento si possono trovare molti riferimenti antiebraici che riflettevano lo "sforzo generale dei Cristiani di diminuire il coinvolgimento dei Romani nella morte di Gesù e di accrescere quello dei Giudei", come ad esempio in Marco (Mc14,55), in Matteo (Mt27,25), in Luca (Lc23,25), oppure negli Atti degli Apostoli. Anche i Padri e i Dottori della Chiesa usarono il Nuovo testamento in maniera antiebraica e, ad esempio, "Origene andò drasticamente aldilà del giudizio di Matteo [in merito al citato verso Mt27,25, sull'assunzione di responsabilità degli Ebrei per la crocifissione di Gesù] quando nel 240 d.C. egli scrisse: «per questa ragione il sangue di Gesù ricade non solo su quelli che vissero al momento ma anche su tutte le generazioni di Giudei che seguirono, fino alla fine dei tempi». Sfortunatamente egli fu seguito nella sua valutazione da alcuni dei più grandi nomi della Cristianità" e ad esempio "Sant'Agostino, Giovanni Crisostomo, Tommaso d'Aquino, Lutero, etc, sono citati come sostenitori, con preoccupante ferocia, del diritto e anche del dovere dei Cristiani di disprezzare, odiare e punire gli Ebrei".
La riforma e la ristrutturazione della religione ebraica a quel tempo erano opera dei soli farisei i quali si opposero fermamente ai flussi deviazionisti; ciò viene ben riflettuto dalle imprecazioni lanciate contro i "nazareni". Tuttavia, alcuni degli ebrei che non avevano accettato la "buona novella", il "nuovo patto", a volte dimostrarono in forme violente contro i primi cristiani, come dimostra la lapidazione di Stefano protomartire, secondo quanto trasmesso dagli Atti degli Apostoli che, anche più di altri scritti neotestamentari, alimentano una visione antiebraica e "non ci possono essere dubbi che una serie di passaggi degli Atti degli Apostoli inaspriscono la visione del coinvolgimento giudaico nella morte di Gesù [e] andando oltre all'idea della condanna di Gesù, alcuni di questi brani presentano gli stessi Ebrei come coloro che lo uccisero".
Anche Giovanni 8:31-44 è letto in senso antigiudaico: Gesù rimprovera ai Giudei che hanno creduto in lui di non essere discendenti di Abramo, di non avere Dio come padre e di essere figli del Diavolo. Origene interpreta il passo nel senso che tutta l'umanità può diventare figlia del diavolo in virtù delle proprie libere scelte e non per nascita; Cirillo di Gerusalemme e Giovanni Crisostomo condividono questa tesi, puntualizzando che furono gli Ebrei a condannare Cristo e a mandarlo a morte.

### Origini del cristianesimo ed ebrei
Il cristianesimo iniziò il suo cammino come una setta interna all'ebraismo con l'istituzione della Chiesa di Gerusalemme; esso è stato veduto come tale nelle origini del cristianesimo, così come anche dagli ebrei in generale. L'amministrazione romana imperiale con molta probabilità invece non riuscì a cogliere alcuna distinzione; gli storici discutono sul fatto se il governo romano sia stato capace di distinguere i rapporti tra cristianesimo ed ebraismo) prima del 96, quando gli stessi cristiani presentarono con successo una richiesta a Nerva per poter essere esentati dal Fiscus iudaicus, basandosi sull'argomentazione che in realtà loro non fossero affatto ebrei.
Il cristianesimo si basa fondamentalmente sul monoteismo ebraico, sulle sue Scritture (generalmente le traduzioni in lingua greca dell 'Antico Testamento - la Septuaginta - o sul Targum in lingua aramaica costitutivo della Tanakh), su una liturgia inizialmente del tutto simile e sulle stesse concezioni morali.
La principale distinzione dell'antica comunità cristiana dalle sue radici ebraiche era la convinzione che Gesù fosse stato il tanto atteso Messia, come accade nell'episodio del Nuovo Testamento concernente la "confessione di Pietro"; ma ciò di per sé non troncò di netto la connessione ebraica. Un altro punto di divergenza è stato l'interrogativo posto dai cristiani sulla continuazione dell'applicabilità della Legge mosaica così come viene espressa nella Torah; anche se il Concilio di Gerusalemme (42) dell'età apostolica fece emettere un decreto il quale sembra essere del tutto parallelo alle Sette leggi di Noè della tradizione ebraica.
Le due questioni sono state collegate in un dibattito teologico all'interno della comunità cristiana riguardante il fatto che la venuta messianica (il ministero di Gesù o l'attesa Seconda venuta) abbia annullato certuni ("teologia della sostituzione" o "supersessionismo") o tutti ("abrogazione delle legislazioni veterotestamentarie") i divieti imperativi dati nelle regolamentazioni giudaiche, tramite quella che è stata chiamata "Nuova Alleanza".
La controversia sulla circoncisione era probabilmente la seconda questione problematica (dopo la proclamazione di Gesù come Messia) durante la quale l'argomento teologico era stato condotto essenzialmente in termini di antigiudaismo contro coloro che sostenevano che il diritto biblico continuasse ad essere applicabile, idea considerata "giudaizzante" o appartenente ai farisei (ad esempio negli Atti degli apostoli 15:5).
Gli insegnamenti di Paolo di Tarso (morto circa nel 67) e le cui lettere di Paolo rappresentano una buona parte del Nuovo Testamento dimostrano esservi stata una lunga battaglia contro la "giudaizzazione" (vedi Paolo di Tarso e il giudaismo). Tuttavia Giacomo il Giusto il quale dopo la morte di Gesù venne ampiamente riconosciuto come il leader dei cristiani gersolimitani (vedi primi centri del cristianesimo), continuò le sue pratiche devozionali e di adorazione all'interno del Secondo Tempio fino alla sua morte avvenuta nel 62, ben trent'anni dopo la morte di Gesù quindi.
La distruzione del Secondo Tempio avvenuta a seguito dell'assedio di Gerusalemme avrebbe condotto i primi cristiani a "dubitare fortemente nei riguardi dell'efficacia dell'antica Legge"; questo anche se l'ebionismo avrebbe continuato il proprio percorso almeno fino al V secolo. Tuttavia Marcione (85-160), che avrebbe sostenuto di rifiutare l'intera influenza ebraica sulla nascente fede cristiana tramite l'esclusione dell'intero Antico Testamento (il marcionismo), sarebbe stato scomunicato dalla Chiesa romana nel 144.
La Lettera di Barnaba (inizio II secolo) concentra le sue critiche (esattamente come fa anche Marcione) principalmente su cinque pratiche giudaizzanti dell'antica Legge: i sacrifici animali, lo "Shabbat", la pratica della circoncisione, il digiuno e i ferrei requisiti alimentari.

### Polemica antigiudaica
Le opere antigiudaiche di questo periodo includono Adversus Iudaeos (prima del 207) di Tertulliano, l'Octavius (197) di Marco Minucio Felice, il De catholicae Ecclesiae unitate (251) di Tascio Cecilio Cipriano e le Instructiones Adversus Gentium Deos di Lattanzio (seconda metà del III secolo). L'ipotesi tradizionale afferma che l'antigiudaismo presente in questi primi padri della Chiesa "è stato ereditato dalla tradizione cristiana dell'esegesi biblica", sebbene vi sia anche l'ipotesi secondo cui l'antico antigiudaismo cristiano sia stato direttamente ereditato dal mondo pagano.
Myriam S. Taylor ha osservato che l'antigiudaismo cristiano si marca teologica "emergerebbe dagli sforzi compiuti dalla prima Chiesa nel tentativo di risolvere le contraddizioni inerenti alla sua simultanea assunzione e rifiuto di diversi elementi della tradizione ebraica".
Gli studiosi moderni ritengono che l'ebraismo possa essere stato ordinariamente una religione missionaria nei primi secoli dell'era cristiana, producendo conversioni e facendo opera di proselitismo, pertanto la concorrenza per accaparrarsi la lealtà dei Gentili guidava l'antigiudaismo. Il dibattito e il dialogo sono passati attraverso la concorrenza e le polemiche fino a giungere ad amari attacchi verbali e scritti l'uno contro l'altro.
Al rabbino Tarfon (morto nel 135) viene attribuita una dichiarazione sul fatto che i rotoli di pergamena possono anche essere lasciati bruciare in un incendio se questo avviene durante lo Shabbat; un'interpretazione contestata identifica questi rotoli con i Vangeli (denominati Gilyonim): i vangeli devono quindi essere bruciati perché il paganesimo non è pericoloso per la fede ebraica tanto quanto lo sono le sette cristiane ebraiche.
L'anonima lettera A Diogneto (II secolo) è stato il più antico intervento di apologetica della Chiesa primitiva nei confronti dell'ebraismo.
Giustino (morto nel 165) ha scritto il Dialogo con Trifone, un dibattito polemico il quale giustifica le affermazioni cristiane sulla messianicità di Gesù utilizzando l 'Antico Testamento, contrastato dai contro-argomenti di una figura fittizia rappresentata da Trifone; qui la questione della "salvezza dell'anima" attraversa tutto il dialogo
Troviamo per la prima volta in Giustino l'espressione "Vero Israele", che è spesso vista come una fonte di antagonismo tra ebraismo e cristianesimo. "Per secoli i difensori di Cristo e i nemici degli ebrei non hanno impiegato alcun altro metodo oltre a queste apologetiche".
L'apologetica risultava però essere di difficile comprensione in quanto per i convertiti pagani non si poteva sperare che comprendessero la lingua ebraica; le traduzioni della Septuaginta in lingua greca precedentemente ad Aquila di Sinope (130) sarebbero servite come una base errata per tali argomenti interculturali, come è ben dimostrato dalle difficoltà avute da Origene nel discutere con Rabbi Simlai.
Anche se l'imperatore romano Adriano era un "nemico della sinagoga" il regno di Antonino Pio (138-61) iniziò con un periodo di benevolenza romana verso la fede ebraica. Nel frattempo l'ostilità imperiale nei confronti del cristianesimo continuava a cristallizzarsi; dopo Decio (249-51) l'intero impero fu in guerra aperta con esso.
Un rapporto di potere disuguale tra ebrei e cristiani nel contesto del mondo greco-romano ha generato forti sentimenti antiebraici tra i primi cristiani; percepivano l'odio reciproco, guidato in parte dalla legittimità dell'ebraismo all'interno dell'impero. Ad Antiochia, ove la rivalità risultò essere maggiore che in altri luoghi, gli ebrei probabilmente richiedevano l'esecuzione di Policarpo di Smirne (155).

### Da Costantino all'XI secolo
Quando Costantino I e Licinio emettevano l'Editto di Milano (313) l'influenza dell'ebraismo stava svanendo nella Terra d'Israele a favore del cristianesimo, ma al contempo stava avvedendo una rinascita al di fuori dei confini imperiali, ossia a Babilonia. Nel corso del III secolo le eresie giudaizzanti si erano quasi del tutto estinte.
Dopo la sconfitta di Licinio avvenuta nel 323 Costantino marcò la propria preferenza politica verso i cristiani; represse pertanto il proselitismo ebraico ed impedì agli ebrei di far circoncidere i loro schiavi. Agli ebrei continuava ad essere impedito l'accesso a Gerusalemme tranne che per l'anniversario della distruzione del Secondo Tempio e soltanto dopo aver pagato un'imposta speciale in argento. L'imperatore fece promulgare anche una legge che condannava gli ebrei che avevano perseguitato i loro colpevoli di apostasia con la lapidazione alla morte sul rogo.
Il Concilio di Nicea (325) per la prima volta accoglie la teoria del "popolo deicida", fondamento della dottrina antigiudaica; assolvendo di conseguenza i romani dall'esecuzione di Cristo. Su questo punto le fonti più affidabili disponibili rimangono però frammentarie o incomplete. Per alcuni studiosi l'espressione "assassini di Dio" (teo-ktonoi) è presente ben 17 volte nel vasto corpus della patristica greca, ma comunque essa non include ancora l'idea di un intero popolo designato ad essere "teo-ktonoi"; vi sono anche altre espressioni come "quelli che hanno ucciso il Signore", o "Cristo" in un certo numero di scrittori cristiani.
I Padri della Chiesa citati da alcuni storici di aver veicolato nel IV secolo (o a volte prima) idee ostili contro gli ebrei sono essenzialmente Eusebio di Cesarea, Gregorio di Nazianzo, Gregorio di Nissa, Giovanni Crisostomo, Asterio di Amasea e Melitone di Sardi. Crisostomo ha scritto ben otto discorsi contro gli ebrei.
Il cristianesimo è diventato nel frattempo la religione di Stato dell'impero romano con l 'Editto di Tessalonica (380), facendo diventare così i suoi cittadini tutti membri appartenenti alla cristianità; "non appena lo fu diventata esso si armò, dimenticando i suoi principi più elementari, dirigendo il braccio secolare contro i propri nemici". L'animosità esisteva da entrambe le parti e nel 351 gli ebrei palestinesi si rivoltarono contro il figlio di Costantino (vedi rivolta ebraica contro Gallo).
Il riferimento al "miscredente ebreo" è stato introdotto nel codice teodosiano del 438; in seguito questa idea è stata inserita anche nella liturgia del Venerdì santo nella formula Oremus et pro perfidis Judaeis (vale a dire: "Preghiamo anche per gli ebrei increduli").
A partire dalla metà del V secolo l'apologetica cessò con Cirillo di Alessandria. Questa forma di antigiudaismo si era alla fin fine dimostrata inutile ed anzi molto spesso non serviva ad altro che a rafforzare la fede ebraica. Con l'ascesa del cristianesimo fino ai vertici dell'Impero "i padri della Chiesa, i vescovi e i sacerdoti s'imposero il dovere di combattere contro gli ebrei, fino al unto di trattarli molto malamente. Osio di Cordova, Papa Silvestro I ed Eusebio di Cesarea li chiamano perversi, pericolosi e membri di una setta criminale".
Nel corpus della patristica latina il termine "Deicidio" si trova una volta in Pietro Crisologo nella sua traduzione di Gregorio Nazianzeno. Si trova anche una volta in Agostino d'Ippona, nel suo commento al Salmo 65, ma per negare il fatto che gli ebrei possano essere definiti dei deicidi.
Mentre Gregorio di Nissa rimprovera semplicemente gli ebrei in quanto "infedeli", altri padri e dottori cristiani si sono rivelati assai più violenti e veementi. Agostino d'Ippona etichetta gli studiosi del Talmud come "falsificatori"; Sant'Ambrogio invece riciclava il precedente tropo anticristiano ed accusava gli ebrei di disprezzare il diritto romano. San Girolamo sostiene che gli ebrei sono stati posseduti da uno spirito impuro, mentre Cirillo di Gerusalemme sosteneva che i patriarchi ebraici (Nāśī’) rappresentavano nient'altro che una "razza volgare e miserabile".
Tutti questi attacchi teologici e polemici si coniugano ai 6 sermoni di Giovanni Crisostomo fatti distribuire ad Antiochia; egli, patriarca di Costantinopoli (morto nel 407) è molto negativo nel trattare l'ebraismo, oltre che molto più iperbolico dei suoi predecessori nelle espressioni utilizzate.
Mentre il Dialogo con Trifone di Giustino è un trattato filosofico, le omelie di Crisostomo contro gli ebrei sono una serie di prediche declamate all'interno delle chiese, più informali e retoricamente forti. Esse, pronunciate mentre era ancora un semplice sacerdote antiochieno, esprimono una critica scatenata contro la vita religiosa e civile ebraica, ammonendo i cristiani a non mantenere alcun contatto con gli ebrei o la sinagoga oltre che di tenersi ben lontani dalle festività della religione rivale.
"Vi sono legioni di teologi, di storici e di scrittori che scrivono sugli ebrei nella stessa maniera di Crisostomo: Epifanio di Salamina, Diodoro di Tarso, Teodoro di Mopsuestia, Teodoreto di Cirro, Cosma Indicopleuste e Anastasio il Sinaita tra gli autori in lingua greca; Ilario di Poitiers, Prudenzio, Paolo Orosio, Sulpicio Severo, Gennadio di Marsiglia, Venanzio Fortunato e Isidoro di Siviglia tra gli autori in lingua latina".
Dal IV e fino al VII secolo, mentre i vescovi avevano espresso tutta la loro opposizione all'ebraismo in forma scritta, l'impero ha emanato una varietà di leggi civili contro gli ebrei, come ad esempio il divieto di poter assumere incarichi pubblici o servire nell'amministrazione civile oltre ad un'opprimente "tassa curiale". Tali legislazioni vennero promulgate con l'intento precipuo di contrastare la libertà di religione e di osservanza nei loro confronti. Giustiniano I (527-65) è giunto sino al punto di formulare una legge (inserita nel Corpus iuris civilis) contro le preghiere quotidiane ebraiche.
Entrambi, sia i cristiani sia gli ebrei, s'impegnarono infine in atti di violenza registrati nei tempi di declino dell'Impero. Alcuni vescovi s'impegnarono attivamente in una politica di riconversione; tuttavia, Papa Gregorio I ha messo in guardia due vescovi nel 591 contro la pratica del battesimo forzato.
Intanto nel corso di questo periodo le rivolte ebraiche continuavano. Durante la Guerra romano-persiana del 602-628 molti ebrei si opposero all'impero bizantino attraverso la Rivolta ebraica contro Eraclio del 613-17 la quale ha contribuito ad aiutare il successo dell'invasione da parte dei Sasanidi di tutto l'Egitto romano e della provincia siriana. In risposta a tutto ciò ulteriori misure anti-ebraiche vennero emanate in tutti i territori rimasti sotto il controllo bizantino, mentre rimasero del tutto inattuate nel Regno franco sotto la dinastia dei Merovingi.
Poco dopo, nel 634, iniziarono le conquiste musulmane grazie all'espansione islamica, durante le quali molti ebrei ricominciarono nuovamente a combattere contro i propri governanti bizantini.
Il modello secondo il quale gli ebrei erano relativamente liberi sotto i governanti pagani, almeno fino alla dichiarata conversione di Costantino I, si sarebbe ripetuto in tutte quelle terre al di fuori dell'impero oramai crollato. Sigismondo (morto nel 524) ha fatto emanare delle leggi antiebraiche dopo essere salito al trono grazie alla sua conversione al cristianesimo avvenuta nel 514.
Anche la conversione del visigoto Recaredo I, re dal 589, avrebbe avuto un effetto duraturo per la conversione di Reccesvindo e attraverso il Codice visigoto; tale legislazione antigiudaica ha spinto gli ebrei a porgere il loro aiuto a Tariq ibn Ziyad per far rovesciare Roderico, avviando in tal modo la conquista islamica della penisola iberica. Sotto i Mori gli ebrei hanno riacquistato tutte le loro libertà religiose, che erano state così duramente usurpate dai sovrani cristiani.
I cristiani, che ora descrivono se stessi come il "vero Israele", in vari testi medievali esplicitamente riprendono il tema degli ebrei come il "popolo che sta in coda", spesso citando il Libro del Deuteronomio 28:44. Beda il Venerabile, San Girolamo, che prende quasi alla lettera Origene, Massimo di Torino, Isidoro di Siviglia ed in seguito Pierre de Blois, Guglielmo Durante, Rabano Mauro, Pietro il Venerabile e altri finiscono per dare questa interpretazione classica.
A partire dall'VIII secolo la legislazione contro l'eresia si è fatta via via sempre più pesante. La Chiesa, una volta confinata solo ai poteri del diritto canonico, ha cominciato ad appellarsi sempre più frequentemente ai poteri secolari.

### Dalla I° Crociata al Rinascimento
Nel contesto di sviluppo urbano che ha segnato l'Europa a partire dalla fine dell'XI secolo l'antigiudaismo puramente religioso ha cominciato a prendere anche una forma sociale. Durante il periodo medievale, la stragrande maggioranza degli ebrei viveva nelle città: le grandi città della cristianità avevano condizioni di urbanizzazione a lungo termine e di qualità e costituivano la sede degli insediamenti e delle comunità ebraiche più importanti.
La prima crociata (1096-99) ha prodotto grandi folle di fedeli che volevano liberare Gerusalemme dagli "infedeli" e aprire la strada per la Terra santa chiusa dai turchi. L'insegnamento della Chiesa proibì che si dovessero aggredire gli ebrei; ma la mancanza di preparativi associata a motivi finanziari hanno condotto alla persecuzione esplicita.
La fusione nell'epiteto di "infedeli" di ebrei e musulmani entrò nella mente di alcuni crociati e ciò si accompagnò dalla volontà di far pagare agli ebrei la colpa per la morte di Cristo. Gravi incidenti sono stati segnalati nel dicembre 1095 alla partenza della crociata di Pietro l'Eremita a Rouen e in tutta la Champagne. Le comunità ebraiche sono state più gravemente colpite da Folkmar e Emicho di Leiningen durante la Crociata dei tedeschi.
Pogrom contro gli ebrei hanno avuto luogo a Spira, a Worms e a Magonza. I vescovi di Spira e Worms hanno offerto rifugio agli ebrei. I crociati hanno attaccato anche il quartiere ebraico di Colonia, Metz, Treviri e in tutta la bassa valle del Reno. Tali esplosioni incontrollate di violenza non facevano parte dei piani preordinati da Papa Urbano II.
Secondo lo storico medioevale Dominique Iogna-Prat, l'idea che gli ebrei in quest'epoca fossero davvero considerati come non appartenenti alla "razza umana" rappresenta fedelmente "una giusta sintesi della sostanza dei propositi di Pietro il Venerabile, rappresentante di un radicale antigiudaismo". Per l'autore di Adversus Iudœorum inueteratam duritiem l'Ebreo era come "un capro espiatorio che permette a colui che esclude di auto-identificarsi".
Per Pierre Savy se si crede davvero che gli ebrei siano un "popolo deicida", allora risulta anche del tutto probabile che vogliano ripetere questo peccato e ciò si esprime bene nell'"accusa di profanazione delle ostie" le quali incarnano il corpo di Cristo; ciò consentì poi a tutte le altre "credenze chimeriche" di diffondersi: l'"accusa di avvelenamento dei pozzi", l'"accusa del sangue" o di omicidio rituale; per finire con le fantasie o "deliri mistici" che vogliono gli ebrei avere le corna e la coda come il diavolo o finanche le mestruazioni.
È stato nel Regno d'Inghilterra, a Norwich (nel 1144), che ha avuto luogo la prima "accusa del sangue", seguita in breve tempo da molte altre.
Durante la seconda crociata (1145-49) un appartenente all'ordine cistercense di nome Rudolf, che predicava la crociata, ha invitato i suoi ascoltatori a vendicare Cristo contro i suoi acerrimi rivali; fatto questo che generò omicidi di massa nei Paesi Bassi, ma soprattutto lungo la valle del Reno, Colonia, Magonza e Worms - tra agosto e settembre del 1146 - e, probabilmente, anche a Würzburg nel febbraio del 1147.
Il vescovo dell'arcidiocesi di Colonia si trovò costretto a proteggere gli ebrei permettendo loro di rifugiarsi all'interno del suo castello. L'arcivescovo della diocesi di Magonza Heinrich I Felix von Harburg avvertì San Bernardo di Chiaravalle il quale giunse in Renania appositamente per far cessare la predicazione esaltata dell'antigiudaismo.
Le comunità renane costituivano durante l'XI secolo il principale centro di popolazione ebraica europea; essa venne decimata a Magonza per il 90% durante la prima crociata e nuovamente nel corso della seconda. Essa era un autentico centro religioso, sia per la cristianità (soprattutto attraverso il Duomo di Magonza) sia per l'ebraismo: Magonza è stato difatti una fucina di studi talmudici e la sua sinagoga era considerata un simbolo vivente del Tempio di Gerusalemme. Questi eventi influenzarono verso la fine della sua esistenza anche lo studioso talmudista Rashi, che si trovava a Troyes sotto la protezione dei Duchi e conti di Champagne.
Tutto questo però non ha impedito la collaborazione intellettuale ad esempio tra ebrei e musulmani, coinvolti assieme nel lavoro di traduzione dell'intera opera di Aristotele; Pietro Abelardo pose le basi della scolastica grazie ai filosofi arabi musulmani ed ebrei. Mentre nel XIII secolo l'antigiudaismo si è evoluto e inasprito, troviamo nelle opere di Tommaso d'Aquino pensieri di riconciliazione tra le principali fedi del monoteismo e questo anche grazie alla filosofia aristotelica; San Tommaso ha sviluppato una "teologia dell'adozione filiale" nei confronti degli ebrei.
Successivamente il nuovo mondo nato delle Crociate ha visto l'ascesa del grande commercio internazionale e l'ingresso dei cristiani nei settori commerciali; gli ebrei, che erano diventati rivali anche nella vita economica, sono stati gradualmente messi all'angolo dalla società cristiana.
Nel Regno di Francia l'antigiudaismo si è manifestato con virulenza a partire dal 1170-1180; un'"accusa del sangue" è stata scagliata a Blois nel 1171. Nel 1182 Filippo II di Francia ha proceduto all'espulsione degli ebrei dai domini reali, ancora quindi in una forma limitata. Le relazioni tra ebrei e cristiani sono peggiorate rapidamente, portando alla trasformazione della sinagoga di Parigi direttamente in una chiesa nel 1183. Filippo II è stato in grado di precettare gli ebrei alle esigenze del "Tesoro Reale", a causa della loro competenza in materia finanziaria, essendo autorizzati al prestito su interesse quando ciò rimaneva interdetto per i cristiani.
Prima i cosiddetti eretici rappresentati dai seguaci di Valdo di Lione (il valdismo sottoposto a scomunica nel 1184), poi il catarismo, le Beghine e begardi, gli Apostolici e i membri del Luciferismo furono "trattati con estrema crudeltà"; gli atti di fanatismo religioso culminarono con l'istituzione ufficiale dell'Inquisizione medievale da parte di Papa Innocenzo III.
Gli ebrei non furono ignorati da tale legislazione, in quanto essi avrebbero istigato i cristiani alla "giudaizzazione", direttamente o inconsapevolmente grazie alla loro sola esistenza. Essa condannò filosofi come Amaury de Bène e suoi seguaci (gli Amalriciani); il teologo sostenitore del panteismo David di Dinant; i "Pasagiani" lombardi che si accanivano nel voler seguitare a rispettare la Legge mosaica; infine anche la cosiddetta "Eresia d'Orléans" di matrice prettamente ebraica.
La crociata albigese fu scatenata proprio perché i loro sacerdoti insegnavano che la dottrina ebraica fosse nettamente superiore a quella cristiana. L'ordine dei frati predicatori provò a contrastare gli Hussiti - seguaci di Jan Hus - i quali erano sostenuti dagli ebrei; questo fino a quando non intervenne l'esercito imperiale che, prima di combattere contro Jan Žižka, massacrò tutti gli ebrei che incontrava lungo la propria strada.
Il Concilio Lateranense IV (1215) ha fatto adottato misure di discriminazione antiebraiche, come ad esempio l'obbligo di indossare uno speciale abito riconoscibile assieme ad un distintivo giallo. Gli ebrei continuarono poi ad essere considerati dal clero come il "popolo deicida". Tuttavia, ancora nel 1247, Papa Innocenzo IV ha condannato l'"accusa del sangue" la quale veniva propagata in maniera infiammata nelle terre tedesche: "abbiamo sentito parlare della situazione degli ebrei contro i quali alcuni principi spirituali e temporali e altri signori potenti nel vostro paese immaginano ogni sorta di pretesti per attaccare, saccheggiare e derubarli delle loro proprietà ingiustamente"
La politica dello Stato della Chiesa era comunque sempre abbastanza variabile nei confronti degli ebrei, se la situazione si faceva insostenibile li prendeva sotto la propria protezione; mentre quando vivevano nell'opulenza o semplicemente in pace non esitò a creare misure restrittive contro di loro, addirittura in competizione con il potere temporale. Le dispute giudaico-cristiane di questi secoli avevano portato spesso ad ingenerare l'antigiudaismo.
Le rappresentazioni artistiche mostrano un evidente deterioramento dell'immagine dell'ebraismo tra il XII e il XV secolo; dal XIII secolo in poi in terra tedesca cominciò ad apparire un motivo animale che sembra rappresentare gli ebrei in intimo contatto con una scrofa (gli "Judensau").
Il quartiere ebraico appare per la prima volta nel corso del XIII secolo nella penisola iberica.
Sappiamo che Luigi IX di Francia credeva che gli ebrei fossero collettivamente responsabili per la morte di Cristo, ma egli non ha mai assunto misure contro di loro. Tuttavia le dispute fra il teologo cristiano Eudes de Châteauroux, preside della Sorbona, spalleggiato dall'abate Nicolas Donin (ex rabbino) con alcuni maestri ebrei si sono tenute nel 1240 sotto la presidenza di Bianca di Castiglia; esse hanno coinvolto anche gli ebrei convertiti al cristianesimo. Questi, con lo zelo proprio dei neo-convertiti, si sono lamentati delle invettive contro Cristo e contro la "Vergine" contenute nel Talmud. Le discussioni hanno stabilito che la denuncia era fondata e ciò ha portato ad un regio decreto che ne ordinava il rogo nel 1242 a Parigi, assieme alla distruzione di tutti i manoscritti ebraici.
Vi sono stati diversi roghi del Talmud dopo il 1242, nel 1286 (per ordine di Papa Onorio IV), tra il 1319 e il 1321 (ancora a Parigi), nel 1415 (ad Avignone) ed infine nel 1553 in tutta la penisola italiana).
Il decreto di espulsione francese del 1254 non è stato attuato, ma nel 1306 Filippo IV di Francia lo ha rinnovato; mentre la questione se Carlo IV di Francia abbia mai fatto applicare o meno l'ordine impartito da Filippo V di Francia di bandire gli ebrei rimane soggetta a controversie.
Nel Sacro Romano Impero gli ebrei potevano beneficiare (1234/1236) della protezione dell'imperatore del Sacro Romano Impero, dietro pagamento di una tassa (l'"imposta sugli ebrei"), in seguito sostituita da balzelli fiscali da pagare direttamente ai protettori locali.
La pratica dell'usura diventò una delle maggiori cause dei sentimenti antiebraici per tutto il Basso Medioevo e oltre. Nella penisola italiana e poi anche nelle terre polacche e tedesche Giovanni da Capestrano istigò ed eccitò le masse analfabete contro gli ebrei usurai; Bernardino da Feltre, aiutato in questo dall'istituzione secolare del "Monte di Pietà", reclamò l'immediata espulsione di tutti gli ebrei dalle terre italiane e dal Tirolo, causando così in maniera diretta il massacro degli ebrei di Trento.
Sovrani, nobili e finanche vescovi cercarono di scoraggiare questo comportamento antigiudaico, proteggendo gli ebrei dal monaco itinerante Rudolf nelle terre tedesche e da Bernardino in terra italiana. Tali reazioni sono parte della storia dell'incitazione alla violenza di massa sempre più comune contro gli ebrei e che provocò continue aggressioni nei loro confronti.
La Peste nera (1346-1350) ha causato un'ondata di tumulti antiebraici, prima in Provenza e successivamente in molte altre parti del continente europeo, con gli ebrei accusati regolarmente di essere i responsabili dell'epidemia (l'"accusa di avvelenamento dei pozzi"). Dopo la "peste nera" l'antigiudaismo ha raggiunto il suo picco nell'Europa dominata dai sovrani cristiani.
Nel 1394 si è verificata l'ultima espulsione dalla Francia ad opera di Carlo VI di Francia. In Alsazia la situazione degli ebrei si è deteriorata alla fine del XIV secolo. Nel 1389 un editto di esilio ha vietato agli ebrei la loro riammissione nella città di Strasburgo; è rimasto in vigore fino all'epoca della Rivoluzione francese.
Nella penisola iberica l'usanza della Castiglia (i Fuero) aveva concesso uguali diritti a musulmani, cristiani ed ebrei; ma durante la "Reconquista" le prime persecuzioni iniziarono nel 1391. Papa Sisto IV istituì l'Inquisizione spagnola (1478) con il dichiarato intento di "controllare" gli ebrei e i Mori affinché "con parole o scritti non spingessero i cattolici ad abbracciare la loro falsa fede".
Un quartiere ebraico è stato edificato anche ad Avignone; tuttavia gli "ebrei del papa" hanno comunque pagato a caro prezzo la protezione papale. Fu proprio all'inizio del XVI secolo nella penisola italiana che appare per la prima volta la parola "ghetto", il primo dei quali è apparso a Venezia nel 1516 (vedi Ghetto di Venezia). Papa Pio V aveva raccomandato che gli Stati vicini al suo ne costruissero in tutte le maggiori città.
Il più fervente antigiudaismo è stato una dinamica ricorrente anche durante la Colonizzazione spagnola delle Americhe, dove gli europei utilizzavano un'imitazione (Meme) delle forme antigiudaiche contro i popoli dei nativi americani prima (e degli africani poi), trasferendo nei suoi effetti pratici l'antigiudaismo ad altri popoli.
Lo Stato della Chiesa ha mantenuto il suo antigiudaismo teologico ma, nel suo intento di favorire sempre i potenti e i ricchi, è stata ben accorta a non incoraggiare le passioni assassine del popolo; mentre talvolta interferiva a favore degli ebrei quando furono oggetti della furia delle masse, venne allo stesso tempo alimentata quella stessa furia combattendo l'ebraismo in quanto religione "nemica".

### Durante la Riforma
Martin Lutero è stato accusato di antisemitismo, soprattutto in relazione alle dichiarazioni espresse nei confronti degli ebrei nel suo libro Degli ebrei e delle loro menzogne il quale li descrive in termini estremamente duri e corrosivi, fornendo una dettagliata raccomandazione per un pogrom contro di loro e richiedendone l'oppressione e /o l'espulsione.
Secondo lo storico Paul Johnson "può essere definita la prima opera dell'antisemitismo moderno e un passo in avanti gigantesca sulla strada dell'Olocausto". Al contrario Roland Bainton, teologo e storico del protestantesimo nonché biografo di Lutero, ha scritto che: "si potrebbe anche desiderare che Lutero fosse morto prima che questo trattato fosse stato scritto, ma la sua posizione era assolutamente religiosa e in alcuna maniera razziale".
Pietro Martire Vermigli, uno dei padri del Calvinismo, ebbe difficoltà a mantenere la contraddizione - tornando a Paolo di Tarso - che descrive gli ebrei come amici e contemporaneamente anche come nemici, scrivendo: "gli ebrei non sono odiosi a Dio per la sola ragione che sono ebrei; come ciò avrebbe potuto accadere dopo che furono ornati di così grandi omaggi...".

### XVIII secolo
I papi hanno continuato imperterriti ad emanare leggi improntate all'antigiudaismo: Papa Clemente XII e Papa Benedetto XIV hanno imposto l'uso del distintivo giallo, un pezzo di stoffa tagliato a disco ed interpretato tradizionalmente come un simbolo dei "Trenta denari" di Giuda Iscariota. Papa Clemente XIV è stato più liberale, ma già l'editto del 1775 di Papa Pio VI ripristina la sorveglianza e il monitoraggio del ghetto di Roma da parte del Sant'Uffizio oltre all'obbligo di indossare il distintivo.
Alla vigilia della Rivoluzione francese le maggiori comunità ebraiche si trovavano a Bordeaux (sefarditi) e in Alsazia (aschenaziti); ma ve n'erano in gran numero anche ad Avignone.
I filosofi dell'Illuminismo erano generalmente mal disposti nei confronti degli ebrei, con alcune notevoli eccezioni come Denis Diderot il quale ha visto nel popolo ebraico un simbolo di apertura al mondo.
Voltaire dimostrava ferocemente il proprio antigiudaismo; ben consapevole delle radici ebraiche della Chiesa cattolica, vide nell'aggressione contro l'ebraismo e gli ebrei un modo per minare le fondamenta stesse della Chiesa. Nel suo Dizionario filosofico, gli attacchi non fanno altro che accumularsi:
- capitolo "Tolleranza": "è con rammarico che parlo degli ebrei. Questa nazione è, per molti versi, la più detestabile che abbia mai contaminato la terra"[97].
- capitolo "Cannibali": "Perché gli ebrei non sono cannibali? Questa sarebbe l'unica cosa che non è riuscita al "popolo eletto" per dimostrarsi il più abominevole della terra"[98].
- capitolo "Stati e governi": "...un'orda di ladri e usurai"[99].
- capitolo "Ebrei": "sono l'ultimo di tutti i popoli fra i musulmani e i cristiani, ma credono di essere il primo. Questo orgoglio nella loro umiliazione è giustificato da un argomento senza risposta; il fatto che in realtà sono i progenitori sia dei cristiani che dei musulmani. Il cristianesimo e l'islam riconoscono l'ebraismo come loro "madre" e per una singolare contraddizione entrambi hanno nei suoi confronti rispetto misto ad orrore... da quanto risulta dalla Storia gli Ebrei sono quasi sempre stati o randagi, o ladri, o schiavi, o sediziosi e ancora ai giorni nostri vagabondano per la terra, con sommo orrore degli uomini, di modo che sia il cielo sia la terra che tutti gli uomini sembrano essere stati creati solo per loro vantaggio"[100].

Tuttavia, nonostante la sua virulenza antigiudaica, non possiamo dire che Voltaire fosse completamente antisemita:
- capitolo "Ebrei" (conclusione): "il mio amore per te è più di una semplice parola... abbiamo strappato a forza con i denti per farci dare il tuo denaro... ancora ti permettiamo in più di una città la libertà di respirare l'aria; abbiamo sacrificato al tuo Yahweh in più di un regno; abbiamo bruciato olocausti. Perché io non voglio, nel tuo esempio, nascondere il fatto che abbiamo offerto a Dio sacrifici umani di sangue"[100].
- capitolo  "Tolleranza" (conclusione): "ma cosa devo dire a mio fratello l'Ebreo? Gli offro la cena? Si!"[97].

La generale liberalizzazione intellettuale avvenuta nel regno di Francia durante il "Secolo dei Lumi" ha beneficiato anche gli ebrei. Il presbitero Henri Grégoire ha scritto nel 1787 un Essai sur les juifs. Il 27 settembre del 1791, grazie ad Adrien Duport e a Grégoire, l'Assemblea nazionale costituente ha approvato il decreto di emancipazione degli ebrei, che ha permesso loro di ottenere la piena cittadinanza, prima ancora che agli stessi "preti".

## Distinzioni e somiglianze rispetto all'antisemitismo classico
I termini "antigiudaismo" (principalmente l'avversione cristiana verso la religione ebraica) e "antisemitismo" (avversione verso gli ebrei in quanto gruppo razziale) sono onnipresenti nelle controversie sulla responsabilità delle confessioni cristiane per quanto riguarda il tentativo di genocidio degli ebrei perpetrato con la "Shoah" e, dal 1945 in poi, la maggior parte delle opere sull'antisemitismo hanno contrassegnato questo termine con il precedente antigiudaismo.
Secondo l'etnologa Jeanne Favret-Saada l'analisi scientifica dei collegamenti e della differenza dei due termini viene resa difficoltosa soprattutto per due motivi. Il primo dei quali è la definizione stessa; alcuni studiosi sostengono che l'antigiudaismo si riferisce alla teologia cristiana e solamente ad essa, mentre altri sono del parere che il termine si applica anche alla politica di discriminazione messa in atto dal cristianesimo contro gli ebrei.
Alcuni autori hanno anche avanzato la tesi che i catechismi del XVIII secolo erano essenzialmente un'anticipazione diretta dell'antisemitismo, ma altri dichiarano che il termine non può essere utilizzato prima della data della sua prima apparizione nel 1879. La seconda difficoltà consiste nel fatto che questi due concetti si collocano in contesti differenti: l'antigiudaismo religioso del mondo antico e l'antisemitismo politico del mondo contemporaneo.
Come esempi per quanto riguarda le sfumature presentate dagli studiosi:
- Léon Poliakov in The History of Anti-Semitism (1991) descrive un transizione dall'antigiudaismo ad un antisemitismo ateo che va in parallelo al passaggio dalla religione alla scienza, come se il primo fosse scomparso nel successivo e quindi differenziasse entrambi. In The Aryan Myth (1995) egli scrive tuttavia che con il sopraggiungere dell'antisemitismo "i sentimenti più radicati e i risentimenti dell'occidente cristiano dovevano essere espressi in seguito con un nuovo vocabolario""[101].

Secondo Jeanne Fabret "anche se ci sono meno cristiani in chiesa durante l'età scientifica, le rappresentazioni religiose continuano a formare le menti".
- Per Gavin I. Langmuir l'antigiudaismo si preoccupa di accuse spropositate contro gli ebrei, che tuttavia contengono una particella di verità o di prove, mentre l'antisemitismo raggiunge generali illazioni inconsuete e si occupa di false supposizioni[103]. Così Langmuir ritiene che l'etichettatura degli ebrei come "assassini di Cristo" sia antigiudaismo; d'altra parte considera invece l'accusa di avvelenamento dei pozzi come antisemitismo[103].

A suo avviso l'antigiudaismo e l'antisemitismo hanno coesistito affiancati a partire dal XII secolo in poi e si sono rafforzati da allora. La falsità di "accusa del sangue" è un altro esempio di antisemitismo, anche se si basa su nozioni distorte dell'ebraismo religioso.
- L'antigudaismo è stato anche distinto dall'antisemitismo basato sulla "razza" o sull'etnia (l'antisemitismo razziale). "La linea di divisione è la possibilità di un'efficace conversione... l'ebreo cessa di essere un ebreo nel battesimo". Tuttavia con l'antisemiismo razziale "l'ebreo assimilato rimane ancora un ebreo, anche dopo il battesimo"[105].

Comunque, secondo William Nichols a partire "dal'Illuminismo in avanti non è più possibile trarre chiare linee di distinzione tra forme religiose e razziali di ostilità verso gli ebrei... Una volta che gli ebrei sono stati emancipati e il pensiero secolare fa la sua prima apparizione - senza per questo lasciarsi indietro l'antica ostilità cristiana nei confronti degli ebrei - il nuovo termine "antisemitismo" diviene quasi inevitabile, anche prima che appaiano esplicitamente le dottrine razziste".
- Allo stesso modo nell'indagine di Anna Bikont intitolata The Crime and the Silence: Confronting the Massacre of Jews in Wartime Jedwabne si riconosce la presenza dell'antisemitismo come una diretta conseguenza dell'influenza religiosa, ma che rimane sfocata dalle caratteristiche dell'antigiudaismo[106]. La spiegazione di Bikont sulla vita degli ebrei polacchi dopo la prima guerra mondiale rivela come spesso sia assai difficoltoso distinguere tra antigiudaismo e antisemitismo, nel corso di questo periodo di forte ideologia antiebraica in aumento; i polacchi e gli ebrei vivevano vite separate e parlavano lingue differenti il che impediva agli ebrei di assimilarsi completamente nella cultura della Polonia[107].

La cultura religiosa ebraica è rimasta ben presente e la vita sociale e culturale degli ebrei ha avuto un percorso separato rispetto ai polacchi; le differenze etniche sono state rese maggiormente evidenti attraverso le diversità culturale la quale alimentò gli atti anti-ebraici. Sebbene gli ebrei avessero una vita distinta da quella dei polacchi, essi coesistevano da molto tempo: "gli ebrei, specialmente i giovani, parlavano benissimo la lingua polacca, ma in casa continuavano a parlare Yiddish".
Per quanto riguarda la vita sociale gli ebrei e i polacchi partecipavano spesso a picnic e a feste assieme... ma gli ebrei si scontravano spesso con una risposta ostile da parte dei polacchi e dalla seconda metà degli anni trenta vi fu una diretta organizzazione di questo sentimento. Bikont ritiene che opinioni negative verso gli ebrei siano state rafforzate tramite associazioni religiose come la Chiesa cattolica e i partiti nazionalistici dell'Europa settentrionale.
"La vita dei cattolici ruotava attorno alla parrocchia e al mondo dei missionari della Chiesa, così come attorno agli eventi organizzati dal Unione Popolare Nazionale, che era estremamente chiara nella sua posizione di esclusione degli ebrei". Bikont ritiene pertanto che le azioni criminali commesse nei confronti degli ebrei nel corso della Seconda Repubblica Polacca derivino dall'insegnamento al disprezzo e all'ostilità verso gli ebrei, sentimenti che sono stati rafforzati durante l'educazione religiosa e civile dei cittadini.
Questi eventi vengono classificati come antisemitici a causa del cambiamento di fondo nell'aumento di ostilità ed esclusione. La percezione delirante contro gli ebrei si è esaltata nel 1933, quando vi fu un moto rivoluzionario che spazzò tutte le maggiori città”. Bikont ritiene che tali aggressioni violente contro gli ebrei sono considerati atti di antisemitismo in quanto vengono eseguiti come atti rivoluzionari che facevano parte dell'agenda del Partito Nazionalista.
Gran parte della differenza tra le definizioni di antigiudaismo e antisemitismo si basa sulle fonti che hanno alimentato le credenze e le azioni contro gli ebrei. Una volta che gli ebrei sono stati considerati "Altro" rispetto ai polacchi, la discriminazione si è trasformata da un'ideologia religiosa ad un razzismo dimostrato chiaramente attraverso i numerosi atti violenti.

## Antigiudaismo islamico
Un posto di primo piano nella polemica coranica contro gli ebrei è dato dalla concezione della "religione di Abramo". Il Corano presenta i musulmani come né ebrei né cristiani, bensì come seguaci di Abramo, che era in senso fisico il padre sia degli ebrei sia degli arabi, ed il quale è vissuto prima della rivelazione della Torah. Per dimostrare che la religione praticata dagli ebrei non è la pura religione di Abramo il testo coranico menziona l'incidente dell'adorazione del vitello d'oro, sostenendo che gli ebrei non credono in parte della rivelazione data loro, oltre che l'assunzione dell'usura dimostra la loro mondanità e disubbidienza nei confronti di Dio.
Nella sua contestazione contro l'ebraismo Ibn Hazm ha fornito un elenco polemico di ciò che considerava "imprecisioni cronologiche e geografiche e contraddizioni, impossibilità teologiche (espressioni antropomorfe, storie di fornicazione e prostituzione, attribuzione dei peccati ai profeti), nonché mancanza di trasmissione affidabile ("tawatur") del testo.
Del resto, i rapporti tra ebraismo e Islam, fin dai primi passi di quest'ultimo, non furono sempre pacifici. Esempio ne sono alcune scelte del suo fondatore, Maometto. Al momento della sua migrazione dalla sua città natale, La Mecca, a Medina nel 622, egli lusingò la popolazione ebraica locale, sottolineando la somiglianza tra la sua nuova religione e il giudaismo, adottando una serie di pratiche e rituali religiosi ebraici. Poiché, però, questi gesti non impressionarono gli ebrei di Medina, che divennero critici verso Maometto mettendo in evidenza le lacune e le incongruenze presenti nel Corano e il suo travisamento dell’Antico Testamento, il profeta si scagliò contro le tre tribù ebree di Medina. Usando alcuni incidenti come banali pretesti, espulse la tribù Qaynuqa (la più debole delle tre) dalla città e ne divise le proprietà tra i musulmani. Tre anni dopo, nel marzo del 625, dopo che una sconfitta militare aveva intaccato il prestigio di Maometto agli occhi delle vicine tribù beduine, fu il turno della tribù Nadir di pagare il prezzo della battuta d’arresto del profeta: dopo un assedio di poche settimane, gli ebrei della tribù Nadir furono cacciati dalla città e le loro terre assegnate ai musulmani. L’ultima e più potente tribù ebraica (quella dei Quraiza) soffrì in maggior misura in seguito al fallito assedio di Medina, nella primavera del 627. Con la collaborazione del nemico, 600-800 uomini della tribù furono portati in piccoli gruppi davanti a fosse scavate il giorno precedente, fatti sedere sul bordo, poi decapitati uno ad uno e gettati dentro. Le donne e i bambini furono ridotti in schiavitù e venduti, il ricavato della loro vendita, così come i beni posseduti dalla tribù, furono divisi tra i musulmani. Questo processo è stato completato dall’ingiunzione, formulata sul letto di morte da Maometto, che ordinava l’espulsione degli ebrei (e dei cristiani) dalla penisola araba.

### Tra il IX e il XIII secolo
Durante l'epoca d'oro islamica le società relativamente tolleranti dei vari califfi giungevano non di rado ad imporre legislazioni fortemente discriminatorie contro i membri della fede ebraica. Esempi di ciò e delle persecuzioni più estreme avvenivano sotto l'autorità di molti movimenti musulmani radicali, come quello dei Fatimidi di al-Hakim nell'XI secolo o degli Almohadi nel XII ed infine anche dallo Sciismo di Muhammad al-Mahdi.

### Tardo Medioevo e periodo moderno
Leggi palesemente discriminatorie sono state fatte applicare molto più regolarmente a seguito del calo dell'influenza secolare nella società islamica e delle minacce esterne poste dai non musulmani.

### Riferimenti
1. ↑  Langmuir (1971, 383), Christians and Jews in Dispute: Disputational Literature and the Rise of ... - Anna Sapir Abulafia - Google Libri cited by Abulafia (1998, part II, 77).
2. ↑  Paul Démann, Antisémitisme et conscience chrétienne, Cahiers sioniens, Vol. 1, n° 3 del 1 gennaio 1948
3. 1 2  Lazare, p. 63.
4. ↑  Lazare, p. 64.
5. ↑  Ben-Sasson, pp. 254-256, The Crisis Under Gaius Caligula
6. ↑  Ben-Sasson, p. 334.
7. ↑  Cassio Dione 67.14.1–2, 68.1.2; History of the Jewish People, H.H. Ben-Sasson editor, page 322
8. ↑  (FR) Martin Goodman, Rome et Jérusalem : le choc de deux civilisations, collana Pour l'histoire, traduzione di Michel Bessières, Agnès Botz e Sylvie Kleiman-Lafon, Parigi, Perrin, 2009,  pp. 564, 566, 568 et 575, ISBN 978-2-262-02739-1, OCLC 470782124.
9. ↑   Mc14,55, su La Parola - La Sacra Bibbia in italiano in Internet.
10. ↑   Mt27,25, su La Parola - La Sacra Bibbia in italiano in Internet.
11. ↑   Lc23,25, su La Parola - La Sacra Bibbia in italiano in Internet.
12. ↑   Mt27,25, su La Parola - La Sacra Bibbia in italiano in Internet.
13. ↑  Come osserva il teologo e sacerdote cattolico Raymond Brown. (Raymond E. Brown, The Death of the Messiah Vol. 1, Anchor Yale Bible, 2010, pp. 7, 383-397, 831-832, ISBN 978-0-300-14009-5. Cfr anche: John Dominic Crossan, Who killed Jesus?, HarperOne, 1995, pp. 157-159, 218-219, IX-XII, ISBN 978-0-06-061480-5; Josef Blinzler, The trial of Jesus, Newman Press, 1959, p. 8.).
14. ↑  Simon Claude Mimouni
15. ↑   Atti7,57-60, su laparola.net..
16. ↑   Gv 8:31-44, su La Parola - La Sacra Bibbia in italiano in Internet.
17. ↑   “Giovanni 8, 44” un versetto spesso frainteso - Vatican News, su www.vaticannews.va, 4 dicembre 2024. URL consultato il 6 dicembre 2024.
18. ↑  Wylen, Stephen M., The Jews in the Time of Jesus: An Introduction, Paulist Press (1995), ISBN 0809136104, Pp 190-192.
19. ↑  Dunn, James D.G., Jews and Christians: The Parting of the Ways, A.D. 70 to 135, Wm. B. Eerdmans Publishing (1999), ISBN 0802844987, Pp 33-34.
20. ↑  Boatwright, Mary Taliaferro & Gargola, Daniel J & Talbert, Richard John Alexander, The Romans: From Village to Empire, Oxford University Press (2004), ISBN 0195118758, p. 426.
21. ↑  McGrath, Alister E., Christianity: An Introduction, Blackwell Publishing,(2006), ISBN 1405108991, Page 174
22. ↑  Taylor, pp. 127-128.
23. ↑   Jean Bethke Elshtain, Anti-Semitism or anti-Judaism?, su questia.com, Christian Century, 18 maggio 2004. URL consultato il 1º febbraio 2007 (archiviato dall'url originale il 5 marzo 2016).
24. 1 2  Lazare, p. 49.
25. ↑  Hopkins, Keith. A World Full of Gods. Great Britain: Weidenfeld & Nicolson, 1999.
26. ↑  Lazare, p. 50.
27. ↑   Marcel Simon e André Benoît, Le Judaïsme et le christianisme antique, (da Antioco IV epifane à Costantino), Paris, Presses universitaires de France, 1994,  p. 154, ISBN 978-2-13-045723-7, OCLC 760145910.
28. ↑  Taylor, p. 128.
29. ↑  Tertulliano, Adversus Marcionem.
30. ↑  Philippe Bobichon, "L'Epître de Barnabé" in Histoire de la littérature grecque chrétienne, t. II/5 : De Paul apôtre à Irénée de Lyon,  : B. Pouderon e E. Norelli (dir.), Paris, Cerf, 2013, pp. 440-454
31. ↑  Barn 2 (sacrifici), Barn 15 (shabbat), Barn 9 (circoncisione), Barn 3 (digiuno), Barn 10 (prescrizioni alimentari)
32. ↑  adu Iud 5 (contro i sacrifici), adu Iud 4 (contro lo shabbat), adu Iud 3 (contro la circoncisione)
33. ↑  Lazare, p. 61.
34. ↑  Taylor, p. 115.
35. ↑  Taylor, p. 127.
36. ↑  Taylor, p. 8.
37. ↑  Taylor, p. 7.
38. ↑  Daniel Boyarin, Border Lines - The Partition of Judaeo-Christianity (2006) pg 57-58
39. ↑  Kuhn (1960) and Maier (1962) cited by Paget in ‘The Written Gospel’ (2005), pg 210
40. ↑  Friedlander (1899) cited in Pearson in ‘Gnosticism, Judaism and Egyptian Christianity’ (1990)
41. ↑   POINT BY POINT OUTLINE - SHABBOS 116, su dafyomi.shemayisrael.co.il. URL consultato il 15 luglio 2017 (archiviato dall'url originale il 12 ottobre 2007).
42. ↑  Diogn 3, 5-4, 11
43. 1 2  Lazare, p. 56.
44. ↑   ANF01. The Apostolic Fathers with Justin Martyr and Irenaeus - Christian Classics Ethereal Library, su ccel.org. URL consultato il 15 luglio 2017 (archiviato dall'url originale il 12 luglio 2005).
45. ↑  Dial 22 (contro i sacrifici), Dial 21 (contro lo shabbat), Dial 16 (contro la circoncisione), Dial 15 (contro il digiuno), Dial 20 (contro le prescrizioni alimentari)
46. ↑   Il testo greco del Dialogo: Philippe Bobichon, Dialogue avec Tryphon, édition critique. VOLUME I: Introduction, Texte grec, Traduction, Editions universitaires de Fribourg, 2003.
47. ↑  Lazare, p. 57.
48. ↑  (FR) Philippe Bobichon, Justin Martyr, Dialogue avec le Tryphon : edition critique, Fribourg, Departement de patristique et d'histoire de l'eglise de l'Universite de Fribourg Academic Press Fribourg, 2003, ISBN 978-2-8271-0958-6, OCLC 54825613.
49. ↑  Marcel Simon : Verus Israël.
50. ↑   Philippe Bobichon, Le thème du ‘verus Israel’ est-il constitutif de la controverse entre judaïsme et christianisme (débuts du christianisme - fin du Moyen âge) ?, in Annali di Storia dell’Esegesi, vol. 22/2, 2005,  pp. 423-446.
51. 1 2  Lazare, p. 60.
52. ↑  Taylor, p. 48.
53. ↑  Taylor, p. 49.
54. ↑  Taylor, p. 47.
55. ↑  Lazare, p. 59.
56. 1 2  Lazare, p. 72.
57. 1 2 3 4  Lazare, p. 73.
58. ↑   Juifs et chrétiens au temps de la rupture, le peuple déicide, su home.scarlet.be. URL consultato il 16 luglio 2017 (archiviato dall'url originale il 14 giugno 2008).
59. ↑   Juifs et chrétiens au temps de la rupture (archiviato dall'url originale il 3 novembre 2009). ; les références des passages des écrits des Pères de l'Eglise en question sont indiquées dans les chapitres XIV, XV et XVI du livre Juifs et chrétiens au temps de la rupture, du même auteur, Albert de la Rochebrochard
60. ↑  Jean Juster, in Les Juifs dans l'Empire romain, tomo I, pag. 46.

  - Jules Isaac, in Jésus et Israël, pag. 361 e in Genèse de l'antisémitisme, pag. 158.
  - Léon Poliakov, in Du Christ aux juifs de cour, pag. 41.
  - Marcel Simon, in Verus Israël, pag. 246.
  - Lovsky (F.), in L’Antisémitisme chrétien, pag. 131.
  - Hans Küng, in Le Judaïsme, pag. 210.
61. ↑   Abbaye Saint-Benoît de Port-Valais, huit discours contre les Juifs (archiviato dall'url originale il 25 febbraio 2011)., dall'opera di Giovanni Crisostomo
62. 1 2  Lazare, p. 66.
63. 1 2 3 4 5  Lazare, pp. 67-68.
64. ↑  Saint John Chrysostom:  Eight Homilies Against the Jews.
65. ↑  Lazare, pp. 70-71.
66. ↑  Lazare, pp. 76-80.
67. ↑  René Rémond e Jacques Le Goff : Histoire de la France religieuse, tomo I, pag. 83
68. ↑  Abrahamson et al. The Persian conquest of Jerusalem in 614 compared with Islamic conquest of 638.
69. ↑  Rosenwein, Barbara H. (2004). A Short History of the Middle Ages. Ontario. pp. 71–72. ISBN 1-55111-290-6.
70. 1 2  Lazare, p. 87.
71. ↑  Lazare, p. 86.
72. ↑  Pierre Savy. « Les juifs ont une queue » sur un thème mineur de la construction de l'altérité juive. Revue d'études juives janvier-juin 2007, page 202.
73. ↑  Juifs et villes – Relations et liens Prof. Alfred Haverkamp (Arye Maimon-Institut, Universität Trier)
74. ↑  Jean Richard : Histoire des croisades, pag 41 e pagg 51-54
75. ↑  Dominique Iogna-Prat, Ordonner et exclure, Cluny et la société chrétienne face à l'hérésie, au judaïsme, et à l'Islam 1000-1150, Paris, 1998, pag 275 e 319
76. ↑  Cité par Pierre Savy. « Les juifs ont une queue. » Revue d'études juives, janvier-juin 2007, pag 196, résumé en ligne.
77. ↑  Pierre Savy, Histoire du peuple juif dans l'Occident médiéval, MOOC à l'UNEEJ, leçon 4, séquence 5, 2016
78. ↑  Jean Richard : Histoire des croisades, pag 169
79. ↑  Jean Richard : Histoire des croisades, pag 170
80. ↑  Juifs et villes – Relations et liens. Prof. Alfred Haverkamp (Arye Maimon-Institut, Universität Trier)
81. ↑  Luc-Thomas Somme : Fils adoptifs de Dieu par Jésus-Christ. La filiation divine par adoption dans la théologie de saint Thomas d'Aquin. Paris, Librairie philosophique J. Vrin, 1997 (408 p.). Collection « Bibliothèque Thomiste », vol. XLIX
82. ↑  René Rémond e Jacques Le Goff: Histoire de la France religieuse, tome I, page 404
83. 1 2 3 4 5  Lazare, pp. 116-117.
84. ↑  Innocenzo IV (1247) à l'épiscopat allemand cité dans Johannes Oesterreicher, Racisme, antisémitisme, antichritianisme, Cerf, 1940, pag. 61-62
85. ↑  René Rémond e Jacques Le Goff : Histoire de la France religieuse, tome I, page 407
86. ↑   Les autodafés sur le site de histoiredesjuifs.com (archiviato dall'url originale il 6 marzo 2016).
87. ↑   L'expulsion des juifs de France en 1306 : proposition d'analyse contemporaine sous l'angle fiscal (PDF) (archiviato dall'url originale il 24 settembre 2006).
88. ↑  Lazare, pp. 111-114.
89. ↑  Bernard Lazare, op cit. pag.114-5
90. 1 2 3 4 5  Lazare, pp. 114-115.
91. ↑   Histoire des Juifs - Chronologie - De 1301 à 1400 (archiviato dall'url originale il 5 marzo 2016).
92. ↑  McAlister, Elizabeth.  “ The Jew in the Haitian Imagination: A Popular History of Anti-Judaism and Proto-Racism.  In Henry Goldschmidt and Elizabeth McAlister, eds., Race, Nation and Religion in the Americas.  Berkeley:  University of California Press, 2004, 61-82..”
93. ↑  Johnson, Paul: A History of the Jews (1987), p.242
94. ↑  Bainton, Roland: Here I Stand, (Nashville: Abingdon Press, New American Library, 1983), p. 297
95. ↑   Frank A. James, Peter Martyr Vermigli And The European Reformations: Semper Reformanda, Brill Academic Publishers, 2004, ISBN 90-04-13914-1.
96. ↑  (FR) Danièle Sansy, Marquer la différence : l'imposition de la rouelle aux XIII e et XIV s., in Médiévales, n°41, 2001,  pp. 15-36..
97. 1 2   TOLÉRANCE.- Dictionnaire philosophique.
98. ↑   Copia archiviata, su voltaire-integral.com. URL consultato il 16 luglio 2017 (archiviato dall'url originale il 9 luglio 2011).
99. ↑   Copia archiviata, su voltaire-integral.com. URL consultato il 16 luglio 2017 (archiviato dall'url originale il 14 aprile 2012).
100. 1 2   JUIFS.- Dictionnaire philosophique, su voltaire-integral.com. URL consultato il 16 luglio 2017 (archiviato dall'url originale il 9 luglio 2011).
101. 1 2 3 4 5  Jeanne Favret-Saada,  A fuzzy distinction - Anti-Judaism and anti-Semitism (An excerpt from Le Judaisme et ses Juifs)., Journal of Ethnographic Theory, 2014.
102. ↑   Erwin Fahlbusch e Geoffrey William Bromiley, The Encyclopedia of Christianity, 3, J-O, Grand Rapids, Michigan / Cambridge UK / Leiden / Boston, Wm. B. Eerdmans, 1999,  p. 57, ISBN 0-8028-2415-3.
103. 1 2  Abulafia (1998, part II, 77), referring to Langmuir (1971).
104. ↑  Abulafia (1998, part II, 77), citing Langmuir (1971, 383–389).
105. 1 2  Nichols, William: Christian Antisemitism, A History of Hate (1993) p. 314
106. ↑   Anna Bikont, The Crime and the Silence, Poland Translation Program, 2004.
107. 1 2 3 4 5   Anna Bikont, The Crime and the Silence, Polish Translation Program, 2004,  p. 24.
108. ↑   Anna Bikont, The Crime and the Silence, Poland Translation Program, 2004,  p. 26.
109. ↑   Anna Bikont, The Crime and the Silence, Poland Translation Program, 2004,  p. 27.
110. ↑  Encyclopedia of Islam, Uzayr
111. ↑  Hava Lazarus-Yafeh, Tahrif, Encyclopedia of Islam
112. ↑   LE RADICI STORICHE DELL’ANTISEMITISMO ISLAMICO, su storiain.net. URL consultato il 24 maggio 2021.
113. 1 2   Mark Cohen e Norman Stillmann, The Neo-Lachrymose Conception of Jewish-Arab History [collegamento interrotto], in Tikkun, giugno 1991. URL consultato il maggio 2016.